# Georg Rimski-Korsakov
Georg Michailovitsj Rimski-Korsakov (Russisch: Георг Михайлович Римского-Корсаков) (Sint-Petersburg, 26 december 1901 – aldaar, 10 oktober 1965) was een Russisch musicoloog en componist. Hij was de kleinzoon van de bekende Russische componist Nikolaj Rimski-Korsakov.
In 1923 richtte Georg Michalovitsj in Sint-Petersburg een vereniging voor kwarttoonmuziek op en schreef daarnaast ook een aantal verhandelingen over experimentele muziek. 
Later hield hij zich ook bezig met de studie van elektroakoestische muziekinstrumenten.
In 1930 construeerde hij een 'emeriton'. Voor dit instrument componeerde hij Octet voor 2 emeritons, 3 blazers en 3 strijkers, (1932). 
- Gemeinsame Normdatei: 1046700812
- Nationale Bibliotheek van Letland: 000086421
- Virtual International Authority File: 306272798
- WorldCat: E39PBJrWxbkgRRv86D4prvXWXd